# Lang (Schiff, 1970)
USS Lang (FF-1060) war ein bis zum 1. Juli 1975 als Geleitzerstörer, dann als U-Jagd-Fregatte klassifiziertes Schiff der Knox-Klasse.
der United States Navy, die im März 1970 in Dienst gestellt wurde. Sie blieb bis Dezember 1991 im aktiven Einsatz und lag anschließend in der Reserveflotte. 1995 wurde das Schiff aus dem Naval Vessel Register gestrichen und 2001 zum Abbruch verkauft.

## Geschichte
Die Lang wurde im Juli 1964 bestellt und im März 1967 in der Todd Pacific Shipyards in San Pedro (Los Angeles) auf Kiel gelegt. Der Stapellauf erfolgte am 17. Februar 1968. Am 28. März 1970 nahm die Lang den aktiven Dienst auf. Die Fregatte war nach dem Matrosen John Lang benannt, der während des Britisch-Amerikanischen Krieges in der United States Navy diente.
Die ersten Dienstjahre der Lang verliefen ereignislos. Nach dem Loma-Prieta-Erdbeben im Oktober 1989 versorgte das zu diesem Zeitpunkt in der San Francisco Bay Area liegende Schiff die Pacific Gas and Electric mit Wasserdampf, wodurch die Stromversorgung in San Francisco wiederhergestellt werden konnte. Die Besatzung der Lang erhielt hierfür die Humanitarian Service Medal.
Am 12. Dezember 1991 wurde die Lang nach 21 Dienstjahren ausgemustert und in die Reserveflotte verlegt. Dort verbrachte sie noch gut drei Jahre, ehe sie im Januar 1995 aus dem Naval Vessel Register gestrichen wurde. Nach sechs weiteren Liegejahren ging das Schiff im Dezember 2001 zum Abwracken nach San Francisco.